# Josef Kalach

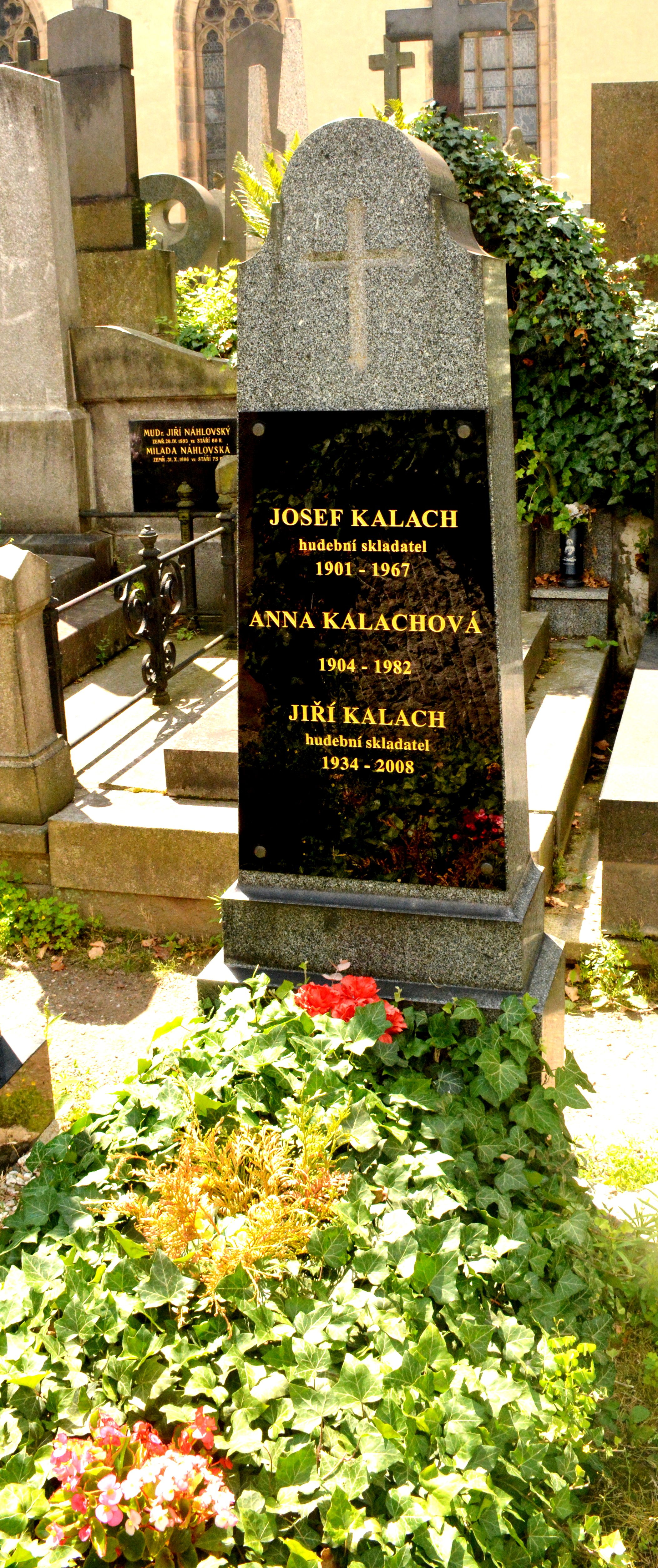
Hrob Josefa Kalacha a jeho syna Jiřího Kalacha (Vyšehradský hřbitov, Praha)

Josef Kalach (18. května 1901 Lukohořany – 1967) byl český houslista, violista, dirigent a hudební skladatel.

## Život
Byl synem místního lidového hudebníka. Hudbě se učil od svého otce a dalších vesnických muzikantů, zejména u varhaníka Josefa Matouška z Třebívlic. Sloužil u vojenské hudby pěšího pluku v Körmendu blízko Szombathely v Maďarsku. Po vzniku Československé republiky zůstal u vojenské hudby a až do roku 1924 sloužil v Mostě jako barytonista a houslista. Po odchodu do civilu řídil Orchestr železničářů a úředníků ČSD v Mostě a současně se dále vzdělával na hudební škole.
V letech 1929–1943 hrál v různých tanečních orchestrech a orchestrech zábavních podniků. V roce 1943 se stal violistou Filmového symfonického orchestru v Praze, kde působil až do odchodu do důchodu v roce 1959.
Je pochován na Vyšehradském hřbitově v Praze.

## Dílo
Komponoval zejména pochody a taneční skladby pro orchestry ve kterých působil. Mimo jiné napsal i hudbu pro Spartakiádu v roce 1955. Kromě toho je autorem Serenády pro smyčcový orchestr, čtyř suit a několika písní na slova Vítězslava Hálka a Jaroslava Kvapila. Složil čtyři operety, z nichž opereta Ta láska divná bylina by uvedena v roce 1926 v Mostě.